# Masdevallia constricta
Masdevallia constricta es una especie de orquídea epífita originaria de  Perú.

## Descripción
Es una especie de pequeño tamaño, epifita cespitosa , con pocos tallos discretamente ocultos en la base por  brácteas tubulares superpuestas y con una sola hoja apical, erecta, coriácea, oblongo-oblanceolada, cónica en la base y ápice tridentado. Florece con una inflorescencia delgada y suberecta de 8 cm de largo, más larga que las hojas, las inflorescencias con flores individuales  con brácteas florales que surgen justo por encima de las hojas y todas se producen en el otoño y durante el invierno. Un factor importante para distinguir en este specis es el tubo floral que se estrecha en la parte del medio.

## Distribución y hábitat
Se encuentra en Ecuador y Perú en los bosques húmedos de montaña sobre los árboles viejos, donde se desarrollan mejor en condiciones de calor que de frío, ya que se encuentran en 1200 a 1800 metros.

## Sinonimia
- Masdevallia urosalpinx Luer[1]